# 斯皮罗斯·斯库拉斯
斯皮罗斯·帕纳吉奥蒂斯·斯库拉斯（英語：Spyros Panagiotis Skouras，1893年3月28日—1971年8月16日），希腊裔，是美国的实业家、电影制片厂老板，监制了多部经典作品。